# Bystre (powiat bieszczadzki)
Bystre – wieś w Polsce położona w województwie podkarpackim, w powiecie bieszczadzkim, w gminie Czarna.
W latach 1975–1998 miejscowość należała administracyjnie do województwa krośnieńskiego.
Wieś leży na szlaku architektury drewnianej województwa podkarpackiego. 
Bystre powstało pod koniec pierwszej połowy XVI wieku. Najstarsza zachowana informacja o tej wsi pochodzi z roku 1552. Mieszkał tu kniaź i 9 kmieci. Cerkwie wznoszono około 1607, a następnie w 1681 roku. Druga z nich istniała do XIX wieku.
Po wojnie wieś Bystre znalazła się w ZSRR. W 1952 roku w ramach umowy o zamianie odcinków terytoriów państwowych zawartej 15 lutego 1951 pomiędzy Polską i Związkiem Radzieckim, część obszaru dawnej gminy Łomna (z Bystrem, Lipiem i Michniowcem) została przyłączona do Polski, wchodząc w skład gminy Czarna w nowo utworzonym powiecie ustrzyckim w woj. rzeszowskim.

## Zabytki
| Cerkiew pw. św. Michała Archanioła wybudowana została w 1902 roku na miejscu poprzedniej. Stanowi przykład narodowego stylu ukraińskiego. Jest orientowana, trójdzielna i ma konstrukcję zrębową. Dachy kryte są blachą. Projektantem tej cerkwi, a także dwóch niemal bliźniaczych, nieistniejących już okolicznych cerkwi w Lipiu i Lutowiskach, był prawdopodobnie lwowski architekt Wasyl Nahirnyj. Po 1951 roku zespół cerkiewny pozostawał bez opieki, co było przyczyną powolnego procesu dewastacji. - Cerkiew św. Michała Archanioła - Dzwonnica - umowa o zmianie granic z 15 lutego 1951 - gmina Łomna - rejon strzyłecki - Bystre - Bystre-Chrzany - Bezirk Staremiasto |